# Henryk III Biały

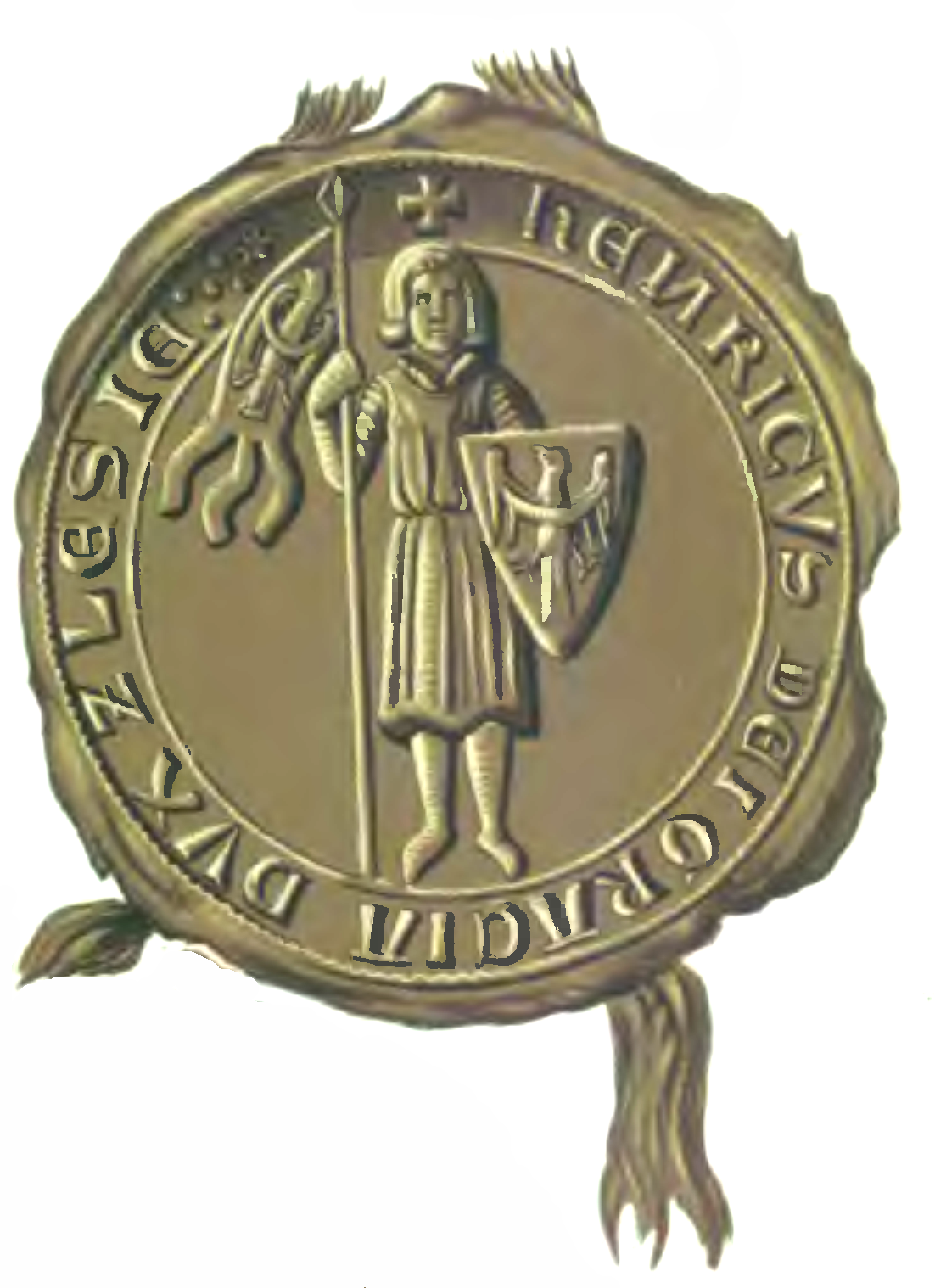
Pieczęć Henryka III Białego

Henryk III Biały (ur. między 1227 a 1230, zm. 3 grudnia 1266) – książę wrocławski w latach 1248–1266 z dynastii Piastów.

## Genealogia
Henryk III Biały był trzecim pod względem starszeństwa synem Henryka II Pobożnego i królewny Anny,córki Przemysła Ottokara I, króla czeskiego. W źródłach historycznych występuje z przydomkiem Biały. W momencie śmierci ojca w bitwie pod Legnicą Henryk był jeszcze małoletni i znalazł się pod opieką matki.
| 4. Henryk I Brodaty zm. 19 marca 1238         |  |                                          |  |  |                                        |
|                                               |  | 2. Henryk II Pobożny zm. 9 kwietnia 1241 |  |  |                                        |
| 5. Jadwiga z Andechs zm. 14 października 1243 |  |                                          |  |  |                                        |
|                                               |  |                                          |  |  | 1. Henryk III Biały zm. 3 grudnia 1266 |
| 6. Przemysł Ottokar I zm. 15 grudnia 1230     |  |                                          |  |  |                                        |
|                                               |  | 3. Anna Przemyślidka zm. 23 czerwca 1265 |  |  |                                        |
| 7. Konstancja węgierska zm. 6 grudnia 1240    |  |                                          |  |  |                                        |
|                                               |  |                                          |  |  |                                        |

## Krótkie współrządy zBolesławem Rogatkąi początek samodzielnych rządów

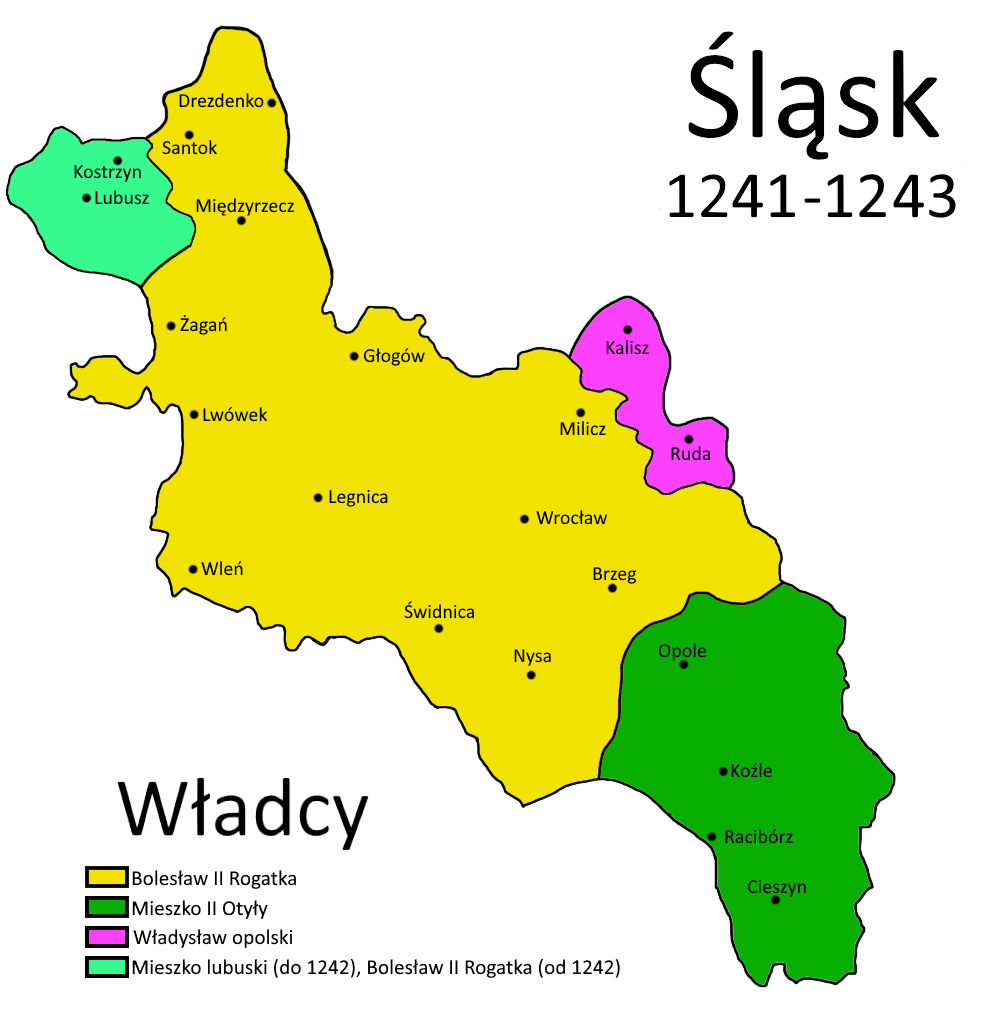
Księstwo Śląskie w latach 1241-1243.

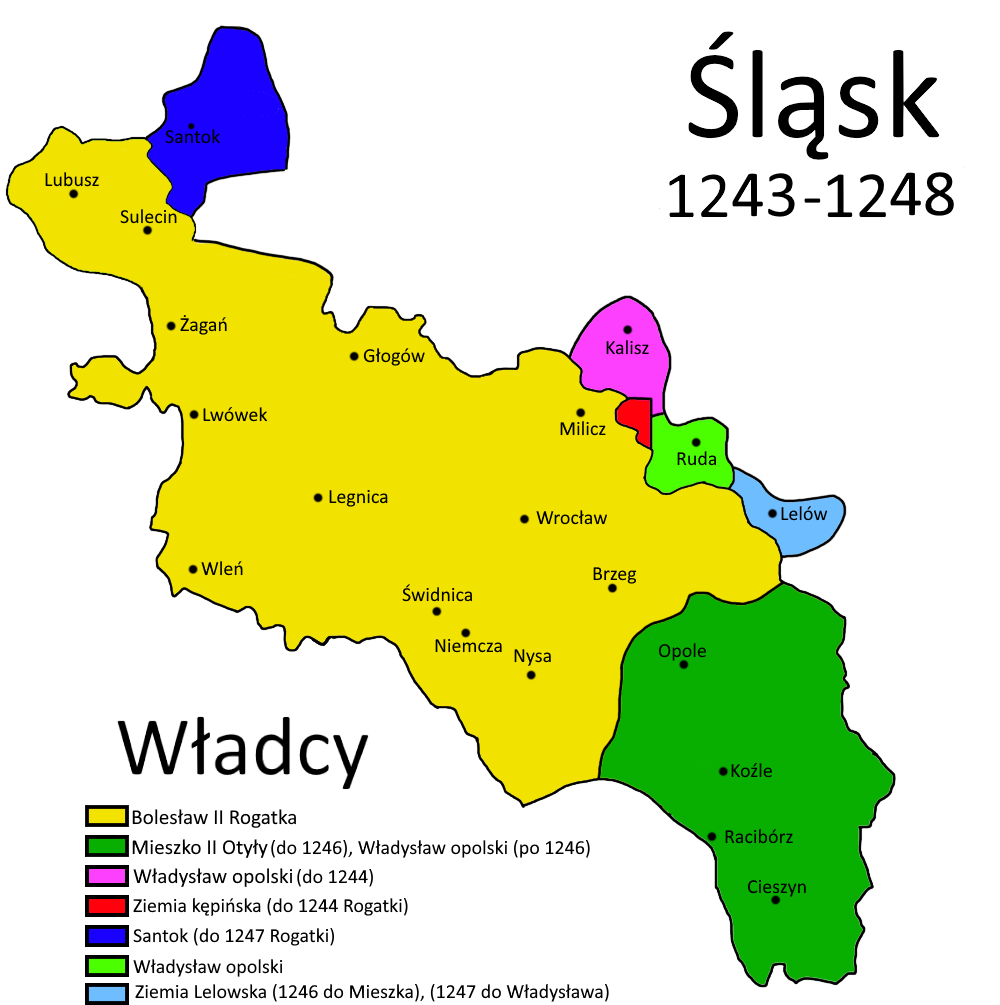
Księstwo Śląskie w latach 1243-1248.

Henryk Pobożny osierocił pięciu synów: Bolesława II Rogatkę (zm. 1278), Mieszka (zm. 1241/1242), Henryka III Białego (zm. 1266), Konrada I (zm. 1274) i Władysława (zm. 1270). Po śmierci Henryka Pobożnego przez rok rządy na Śląsku sprawowała wdowa – regentka Anna. Rzeczywiste rządy nad całą dzielnicą śląską w latach 1242–1247 sprawował Bolesław Rogatka. Henryk Biały oraz przeznaczeni do stanu duchownego pozostali bracia, Konrad i Władysław mieli formalne prawo do sprawowania władzy w dzielnicy śląskiej. Mimo przysługującego im prawa do dziedzictwa po ojcu, nie mieli oni realnego wpływu na rządy w dzielnicy śląskiej. Od 1247 r. Henryk Biały zgodnie z Bolesławem Rogatką zaczyna pojawiać się w dokumentach jako wystawca, co oznaczało, że został on formalnie dopuszczony do współrządów. Znane są cztery dyplomy, wystawione wspólnie przez braci. Nie wiadomo dlaczego, Bolesław Rogatka zdecydował się na wspólne rządy z Henrykiem. Mało można powiedzieć na temat obopólnych rządów braci. Wspólne sprawowanie władzy miało jedynie naturę oficjalną, gdyż realna władza nadal spoczywała w rękach Bolesława. Dowodem na to jest przegląd możnych świadkujących na wspólnie przez obu książąt wystawianych dokumentach. Czas wspólnych rządów i pojednania między braćmi trwał krótko, niebawem bowiem doszło do podziału dzielnicy śląskiej.

## Podział dzielnicy śląskiej na dwa księstwa
Pod wpływem rosnącej w siłę opozycji możnowładczej wspartej przez władzę kościelną z biskupem wrocławskim Tomaszem I oraz będącego już w latach sprawnych Henryka Białego doszło w 1248 r. do podziału dzielnicy śląskiej na dwa księstwa. Przedstawienie daty podziału ojcowizny między braci możliwe jest tylko na podstawie zachowanych dokumentów. Na podstawie istniejących aktów przyjmuje się, że podział prowincji śląskiej między Bolesławem Rogatką a Henrykiem Białym nastąpił pomiędzy 8 lipca a 4 września 1248 r.. Za taką przybliżoną datą podziału Śląska przemawia równocześnie pierwszy, wystawiony niezależnie przez Henryka Białego akt pozbawiony, co prawda, daty dziennej, ale pochodzący z 1248 r.. Z relacji przekazów źródłowych wynika, że zgodnie z pierwotnym planem północną część Śląska wraz z Legnicą i Głogowem objąć miał w posiadanie Henryk Biały, a Bolesław Rogatka miał zarządzać południową częścią dzielnicy wraz ze stołecznym grodem Wrocławiem. O tym, że normy podziału nie miały na chęci nieodwracalnego rozczłonkowania dzielnicy śląskiej, a wręcz odwrotnie, dawały one możliwość powtórnego jej zjednoczenia, przemawia to, że uposażeniami pozostałych młodszych braci, przeznaczonych do stanu duchownego, mieli zajmować się starsi bracia. Stosownym uposażeniem Władysława miał zajmować się Henryk Biały, zaś uposażeniem Konrada Bolesław Rogatka. Zamysł takiego podziału miał obowiązywać według „systemu wspólnot „braci niedzielnych" tzn., że w obrębie każdej pary miało obowiązywać naturalne dziedziczenie, zaś dziedzictwo po jednej parze braci miało przechodzić na drugą dopiero w razie bezpotomnej śmierci obu braci z pierwszej pary, względnie ich potomków; tylko w takim razie istniała możliwość ponownego zjednoczenia całości”.

## Zamiana dzielnic
Henryk III Biały
     Władysław opolski
     Bolesław II Rogatka

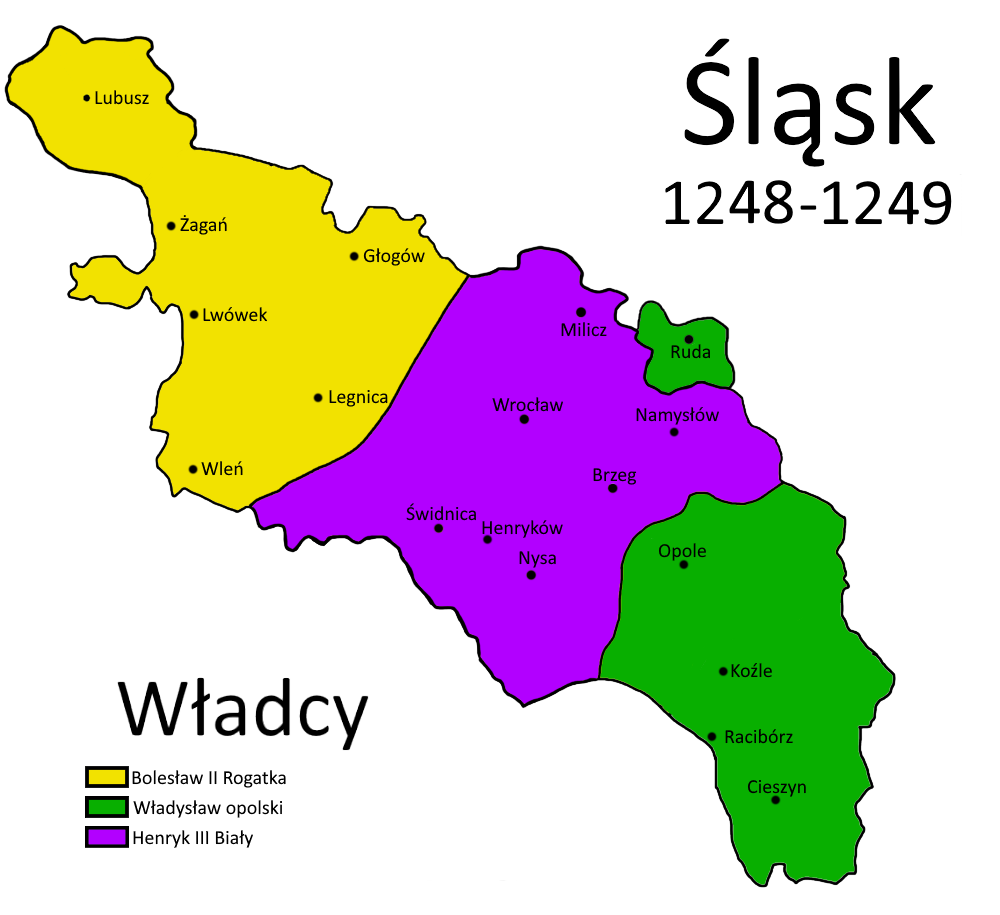
1248-1249
Henryk III Biały
Władysław opolski
Bolesław II Rogatka

Mimo wszystko jednak doszło do zmiany ustaleń podziałowych i w konsekwencji Bolesław Rogatka otrzymał dzielnicę legnicko-głogowską, która początkowo przeznaczona była dla Henryka Białego, ten zaś objął dzielnicę wrocławską. Uwarunkowania, które doprowadziły do zamiany działów, są w źródłach opisane niewyraźnie, przez co pociągają za sobą wiele perturbacji interpretacyjnych i ustalenie autentycznej przyczyny dokonanej między braćmi zamiany nastręcza historykom wielu problemów. W przypadku przekazów źródłowych, oraz także w historiografii panuje zgoda, że zamiana dzielnic wyszła z inicjatywy Bolesława Rogatki, który liczył, że asygnowany do stanu duchownego Konrad, po przyjęciu biskupstwa, odstąpi od swych praw do ojcowizny. Należy również odrzucić w tym miejscu pogląd, jakoby do akceptacji przez Bolesława Rogatkę dzielnicy legnicko-głogowskiej doszło z jego nieprzymuszonej woli. Na podstawie przekazu Jana Długosza, niedługo po dokonanym podziale książę doszedł do przekonania, że dzielnica legnicko - głogowska jest lepsza, w związku z czym dokonał kolejnej zamiany dawniej wyznaczonych działów. Takie przedstawienie okoliczności nie oddaje prawdziwości zdarzeń z kilku zasadniczych argumentów:
– Mianowicie, południowa część dzielnicy śląskiej była znacznie lepiej rozwinięta gospodarczo a przez to znacznie bogatsza od części północnej. Oprócz tego, w części południowej znajdowały się dobra najwierniejszych Bolesławowi Rogatce możnych oraz ich urzędy kasztelańskie.
– Bezsporną stolicą dzielnicy śląskiej był Wrocław i ciężko się spodziewać, aby senior śląskiej dynastii Piastów własnowolnie z niej zrezygnował na rzecz usytuowanej na uboczu Legnicy.
– Nie może przekonywać także motyw, że doprowadzając do zamiany dzielnic Bolesław Rogatka chciał uwolnić się od biskupa wrocławskiego. Przejęcie władzy w dzielnicy legnicko-głogowskiej nie zmieniało sytuacji, jurysdykcja biskupia nadal rozpościerała się na całą dzielnicę śląską
Wydaje się, że są w materiałach źródłowych zachowane informacje wskazujące na to, że książę został przymuszony do zrzeczenia się władzy nad dzielnicą wrocławską. Świadectwem takiego obrotu sprawy jest tekst Rocznika kapituły poznańskiej, w której pod rokiem 1249 zgodnie z jej przekazem przebieg zdarzeń można przedstawić następująco: Bolesław Rogatka zostaje uwięziony w wieży legnickiego zamku, z którego następnie ucieka, w wyniku uwięzienia dochodzi do wojny pomiędzy braćmi, w związku z czym Bolesław Rogatka za pomoc przeciwko bratu oddaje Lubusz arcybiskupowi magdeburskiemu. Ostatnie zdarzenie miało miejsce 20 kwietnia 1249 roku, wszystkie zaś wcześniejsze zdarzenia, jak nakazuje rozsądek, musiały mieć miejsce przed tą datą. Można więc powiedzieć, że wojna między braćmi miała miejsce po zamianie dzielnic, tj. w drugiej połowie 1248 r.. Także do tego roku odnieść należy schwytanie i uwięzienie Bolesława, jako że Henryk zarządzał ziemią legnicką pomiędzy 8 lipca a 4 września 1248 r.. Znając orientacyjną datę uwięzienia Bolesława Rogatki nie trudno wydarzenie to powiązać z dokonaną między braćmi zamianą dzielnic. Na podstawie przekazu Rocznika kapituły poznańskiej przyjąć należy, że do zamiany dzielnic między braćmi doszło w wyniku uwięzienia Bolesława Rogatki w Legnicy nie natomiast z powodu dobrowolnego zrzeczenia się przez księcia dzielnicy wrocławskiej na rzecz dzielnicy legnicko-głogowskiej.

## Wojna i nowy podział dzielnicy śląskiej(1248–1251)

### Początek działań zbrojnychBolesława Rogatkiprzeciw Henrykowi
Bolesław Rogatka nie mogąc pogodzić się z niekorzystnym podziałem dzielnicy śląskiej rozpoczął działania zbrojne przeciw Henrykowi. Nie uporządkowane relacje i brak staranności o porządek chronologiczny w przekazie śląskich kronikarzy bardzo utrudnia datowanie tego wydarzenia. Dlatego też należy odnieść się do innych przekazów źródłowych. Wartościowej wskazówki dostarczają Roczniki Jana Długosza, w których autor umieścił konflikt pod rokiem 1248. W ekspedycji Bolesława na Wrocław, obok rodzimego rycerstwa, brał udział także niemiecki oddział wojsk zaciężnych. Przekazy kronikarskie odnotowują informacje o spaleniu na dziedzińcu kościelnym i samych kościele w Środzie Śląskiej 500 mieszczan. Liczba ofiar wydaje się znacznie nadmierna, ale przeprowadzone działania wojenne są w pełni wiarygodne. Jednak głównym celem wyprawy Bolesława był Wrocław, gdyż tylko jego zdobycie dawało podstawy do cofnięcia wymuszonego na księciu i krzywdzącego go podziału dzielnicy. W wyniku zaciekłej obrony miasta książę zmuszony został przez jego mieszkańców do odwrotu. Zorganizowana wyprawa przeciw Henrykowi nie dość, że zakończyła się kompletnym niepowodzeniem to jeszcze, doprowadziła do kolejnego zatargu między księciem a biskupem Tomaszem I.

### Poszukiwania nowych sprzymierzeńców
Wycofanie się wojsk Bolesława nie oznaczało jeszcze końca toczącego się na Śląsku starcia. Obaj książęta rozpoczęli poszukiwania sprzymierzeńców poza granicami macierzystych dzielnic. Henryk Biały wszedł w układ z margrabią miśnieńskim Henrykiem Dostojnym, zaś Bolesław Rogatka z arcybiskupem magdeburskim Wilbrandem.
Henryk Biały – zgodnie z zawartym układem z 20 kwietnia 1249 r. – w zamian za wsparcie w wojnie przeciw Bolesławowi zaproponował margrabiemu miśnieńskiemu, Henrykowi Dostojnemu gród Szydłów oraz do wyboru ziemię krośnieńską lub obszar między Kwisą a Bobrem ciągnący się na południe aż po Sudety. Margrabia zaś miał rokrocznie przekazywać Henrykowi Białemu w ramach zbrojnej pomocy 60 swoich rycerzy. Układ zawierał zastrzeżenie, że w przypadku uzyskania przez Bolesława Rogatkę większej liczby posiłków ze strony swych sojuszników, również margrabia miał zwiększyć oferowaną Henrykowi Białemu wsparcie zbrojne. Dodatkowo w przypadku, pomocy Bolesławowi Rogatce ze strony któryś niemieckich książąt, także margrabia miśnieński deklarował swojemu sojusznikowi udzielić osobistej pomocy. Ostatecznie zaś, po zakończeniu działań zbrojnych wrocławski książę miał przystać na warunki pokoju, jakie z jego bratem, przy współudziale doradców obecnie układających się stron, przedstawić miał Henryk Dostojny. Należy stwierdzić, że układ zawarty przez Henryka z margrabią miśnieńskim można określić jako zaczepny, natomiast układ Bolesława Rogatki z arcybiskupem magdeburskim Wilbrandem jako obronny. Nie znamy źródeł, na podstawie których można byłoby przedstawić, że Henryk Dostojny rzeczywiście udzielił pomocy Henrykowi.

### Przymierze między młodszymi braćmi
Przekaz Rocznika kapituły poznańskiej rzuca mnóstwo światła na stosunki zaistniałe w dzielnicy śląskiej w latach 1249–1250. Część tego przekazu dowodzi, że między młodszymi braćmi musiało dojść do porozumienia, zgodnie z którym Henryk Biały zobligował się do udzielenia pomocy Konradowi w jego zamiarach o uzyskanie własnej dzielnicy, pozyskanej z dzielnicy Bolesława Rogatki. Porozumienie to należy odnieść do roku 1249, kiedy to Henryk Biały, dążył do możliwie maksymalnego osłabienia starszego brata. Istnienie porozumienia między młodszymi braćmi potwierdza również skierowany przeciw Henrykowi Białemu, akt wystawiony przez Bolesława Rogatkę na ręce arcybiskupa magdeburskiego, w którym to dokumencie brak jest przyzwolenia Konrada na odstąpienie części Lubusza niemieckiemu sojusznikowi. Jest to także powód przemawiający za istnieniem już w tym czasie nieznanego porozumienia między młodszymi braćmi. Potencjalne zawarcie w tym czasie porozumienia między młodszymi książętami wpisywałoby się w politykę Henryka Białego, zmierzającą do osłabienia pozycji rządów seniora rodu. Tak więc, obaj bracia szykowali się do wojny. Trudno powiedzieć, czy doszło do jakichkolwiek działań wojennych pomiędzy Henrykiem Białym a Bolesławem Rogatką. Porozumienie pomiędzy Henrykiem Białym a Konradem musiało mieć miejsce przed udaniem się Konrada do Wielkopolski. Projekt ten było tak samo niekorzystny dla Bolesława Rogatki jak i dla Henryka Białego. Pomoc, jakiej udzielił Przemysł I, odbyła się za zrzeczeniem się przez Konrada praw do południowej części Wielkopolski. Jednocześnie, mimo że sojusz Przemysła I z Konradem formalnie skierowany był tylko przeciwko Bolesławowi Rogatce, to zgodnie z przekazem zawartym w Roczniku kapituły poznańskiej nie wykluczał on zajęcia przez Konrada także części dzielnicy Henryka Białego.

### Ugoda starszych braci
Rosnące zagrożenie ze strony Przemysła wielkopolskiego spowodowało, że toczący się spór pomiędzy Bolesławem Rogatką a Henrykiem Białym zszedł na dalszy plan, a zwaśnieni ze sobą bracia zaczęli szukać ugody. O ociepleniu więzi pomiędzy nimi w 1250 r., świadczy obopólne wydawanie dokumentów. W jednym z nich Henryk Biały na określenie swojego brata użył nawet terminu senior. Do śpiesznego działania przeszedł także Konrad, który zgodnie z przekazem Rocznika kapituły poznańskiej, w 1250 r. uwięził swego brata księcia wrocławskiego Henryka Białego. Tym samym konstrukcja wspólnego stanowiska między Bolesławem Rogatką a Henrykiem Białym oraz biskupem wrocławskim Tomaszem I zwaliła się. Jak informuje cytowany już Rocznik kapituły poznańskiej, został wówczas Henryk Biały przymuszony do wsparcia Konrada i przyrzeczenia do walki przeciw Bolesławowi Rogatce. Walka miała trwać aż do momentu wyegzekwowania na Bolesławie odstąpienia części swojej dzielnicy na rzecz „niedzielnego brata". W przypadku Henryka natomiast gdyby zechciał on zrezygnować z walki o prawa Konrada do należnej mu części ojcowizny, zobowiązany był do rekompensaty mu z ziem własnej dzielnicy. Gwarancją tego wymuszonego na Henryku Białym układu mieli być oddani w zamian za książęcą wolność zakładnicy.

### Bunt rycerstwa
Dwustronny atak przeprowadzony w roku 1251 przez Konrada wraz z posiłkami wielkopolskimi i księcia wrocławskiego Henryka Białego oraz bunt rycerstwa, do którego doszło na skutek uwięzienia Ikona syna Mirona kasztelana krośnieńskiego przez Bolesława, sprawił, że również możni, zachowujący dotąd wierność księciu Bolesławowi, przeszli na stronę opozycji. Znikoma podstawa źródłowa uniemożliwia dokładnie datować wybuchu buntu przeciwko Bolesławowi. Jedynie z Rocznika kapituły poznańskiej można wysnuć, że doszło do niego w roku 1251. Nie można jednak określić, czy mający miejsce w tym samym roku najazd Konrada i Henryka Białego na ziemie Bolesława Rogatki był wynikiem buntu czy może odwrotnie, najazd ośmielił opozycję do wypowiedzenia księciu posłuszeństwa. Przeprowadzony wspólny atak przez Konrada wraz z posiłkami wielkopolskimi od strony północnej i atak Henryka Białego od strony południowej oraz występujący bunt rycerstwa, okazał się dla Bolesława Rogatki zabójczy. W wyniku ataku Henryk Biały zajął Lubiąż i Sądowel, który następnie z nieznanego powodu przeszły pod panowanie Konrada, który dodatkowo przejął władzę w Głogowie, Bytomiu, Ścinawie i być może także Krośnie.

### Nowy podział Śląska

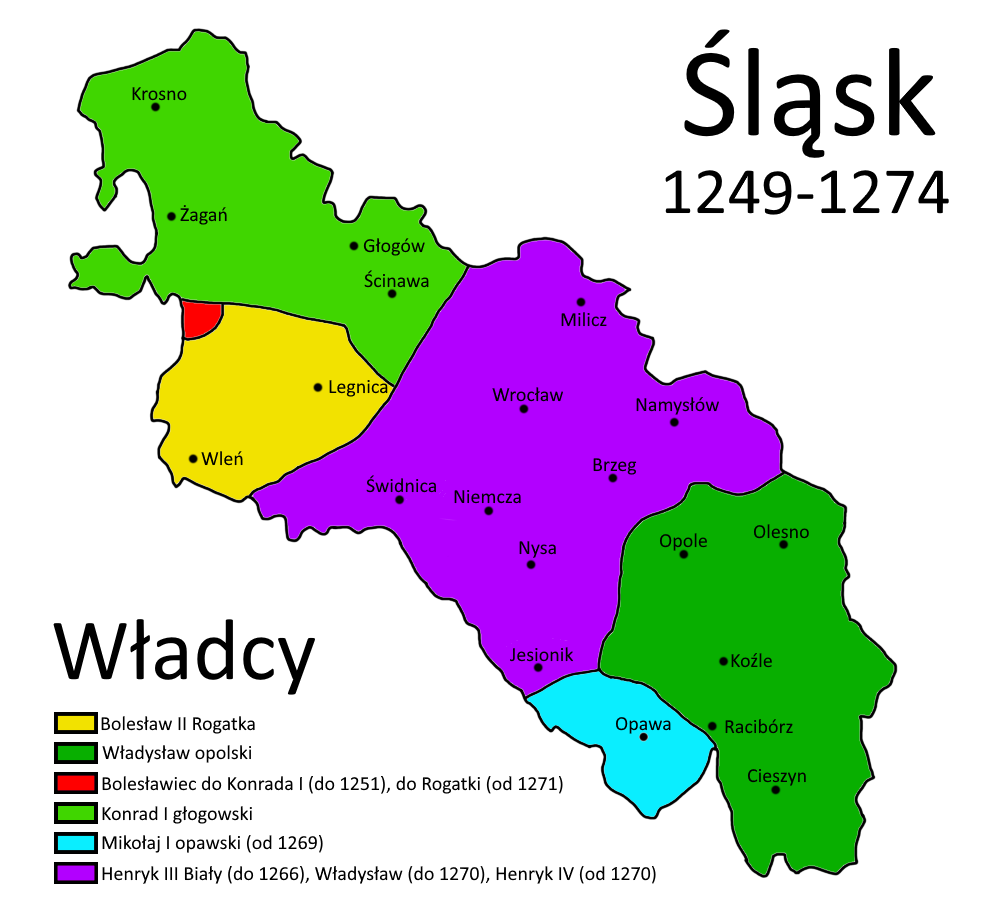
Księstwo wrocławskie pod rządami Henryka III Białego (fioletowy kolor).

Za tekstem Kroniki polsko-śląskiej dowiadujemy się o usunięciu Bolesława Rogatki z tronu, na który przywrócił go ponownie Henryk Biały. Skompilowany przekaz śląskiego kronikarza sprawia, że istnieją w historiografii różne wyjaśnienia tego problemu. Prawdopodobne jest, że interwencja Henryka Białego na rzecz Bolesława Rogatki miała miejsce w latach 1249–1251. Przypuszcza się, że interwencja Henryka Białego na rzecz seniora stanowiła chęć zawężenia w ten sposób obszaru, który miał dostać po zwycięskiej wojnie Konrad. Ten bowiem, stanowił przez sojusz z książętami wielkopolskimi, dla Henryka Białego istotne niebezpieczeństwo. W ten sposób poprzez swoje działanie Henryk Biały chciał unieszkodliwiać działania rosnącego w siłę Konrada. Aby osiągnąć ten cel musiała występować w północnej części Śląska równowaga polityczna między Konradem a Bolesławem Rogatką. Ze względu na zajmowanie przez Henryka Białego większego obszarowo i silniejszego ekonomicznie księstwa wrocławskiego w otaczającym świecie dawało mu większą przewagę nad braćmi. Zaistniałe zdarzenia wymagały od przeciwstawnych stron ustalenia nowego podziału Śląska. Na podstawie wystawionych z tego okresu dokumentów można przyjąć, że doszło w owym okresie do spotkania pomiędzy Henrykiem Białym, Konradem i jeśli nie samym Bolesławem Rogatką to jego przedstawicielem Lassotą. Można uznać, że celem spotkania było przypuszczalnie uregulowanie granic. Ze względu na brak informacji o dalszych walkach między braćmi należy uważać, że w trakcie omawianych rokowań doszli oni do porozumienia. Bolesław Rogatka, który powrót do władzy uzyskał wyłącznie przy pomocy interwencji Henryka Białego, był zmuszonym zgodzić na narzucone przez niego warunki. Natomiast Konrad, na pewno zdawał sobie sprawę z tego, że Henryk Biały nie zgodzi się na przejęcie przez niego całej dzielnicy legnicko-głogowskiej, ponieważ taka sytuacja w obliczu sojuszu Konrada z Przemysłem I czyniłaby dla Henryka poważne zagrożenie. W końcu pełne pozbawienie Bolesława Rogatki władania groziłoby, że także jak Konrad, zaplanuje on dochodzić swych praw przy współudziale pomocy z zewnątrz, co zapewne ściągnęłoby na Śląsk nową wojnę. Koniec roku 1251 dostarczył dzielnicy śląskiej nie tylko wyczekiwany pokój, ale również nowe warunki polityczne. Zaprzestanie działań wojennych przez lata toczonych pomiędzy braćmi, było zarówno końcem pierwszego okresu rozbicia politycznego Śląska, w wyniku którego, wyodrębniły się trzy niezależne księstwa.

## Śląsk w orbicie czeskich wpływów (1251–1256)

### Początek kontaktów z czeskimi władcami
Z dokumentu sporządzonego we Wrocławiu z 25 marca 1252 r. dowiadujemy się o przybyciu Henryka Białego do Pragi. Ze względu na brak dokumentów źródłowych trudno jest mówić o celu podróży. Można się domyślać, że celem była chęć uzyskania pomocy Wacława I Przemyślidy nie przeciw Bolesławowi Rogatce, ale przeciw powstałej koalicji utworzonej przez Przemysła I wraz z księciem głogowskim i opolskim. Przyjmuje się, że król czeski odmówił pomocy Henrykowi. Mimo braku odniesionej bezpośredniej korzyści z wizyty w Pradze, Henryk III zapoczątkowane kontakty nie tylko nie zerwał, ale dalej je podtrzymywał. Zakłada się również o zobowiązaniu Henryka wobec Wacława zostania na Śląsku rzecznikiem jego interesów oraz o pozyskaniu pozostałych braci do czeskiego sojuszu. I znowu ze względu na brak dokumentów źródłowych przedstawione kwestie muszą pozostać bez wyraźnego rozstrzygnięcia, choć wydają się bardzo prawdopodobne.
W 1252 r. Konrad wraz z Przemysłem I dokonał najazdu na księstwo wrocławskie. Henryk Biały w odpowiedzi na najazd sam zapewne jeszcze w tym samym roku dokonał ataku na księstwo głogowskie i zajął kasztelanię sądowelską.
Rok 1253 przyniósł pewne uspokojenie w relacjach między braćmi. W lutym 1253 r. we Wrocławiu spotkali się synowie Henryka Pobożnego wraz z ich matką Anną i biskupami wrocławskim Tomaszem I i lubuskim Wilhelmem. Ze względu na brak dokumentów źródłowych oraz ze względu na miejsce spotkania przyjmuje się, że animator tego spotkania Henryk III chciał przekonać pozostałych braci do współpracy a przez to chciał przełamać dla niego niekorzystne przymierza polityczne. Przyjmuje się również, że ze względu na przyjazne kontakty Henryka III z praskim dworem namawiał pozostałych braci do przyjaznego stanowiska wobec czeskiego władcy. Jednak żaden trwały sojusz nie został zawarty.
W lipcu 1253 w Środzie doszło do kolejnego spotkania Henryka Białego z Bolesławem Rogatką i Konradem głogowskim. Prawdopodobną przyczyną spotkania był konflikt czesko-węgierski i próba nakłonienia przez Henryka III pozostałych braci do korzystnego stanowiska w stosunku do czeskiego władcy. Z przebiegu dalszych wypadków wnosi się, że zabiegi Henryka III zakończyły się sukcesem. Bolesław Rogatka i Konrad głogowski zachowując neutralność wobec Czech nie wzięli udziału w działaniach zbrojnych. Ze względu na wydarzenia jakie miały miejsce na granicy wielkopolsko-śląskiej można przypuszczać, że tym zdarzeniom również został poświęcony zjazd. Źródła z 1253 r. nie donoszą wprost o toczonych walkach, ale wiadomo, że w tym okresie został uwięziony przez Przemysła I kasztelan ryczyński Mroczko. Z dokumentu z Księgi henrykowskiej wynika, że do tego zdarzenia musiało dojść po 31 lipca 1253 r. ze względu na przebywanie tego dnia Mroczki jeszcze na wolności. Ze względu na milczenie źródeł i wydarzenia z przeszłości, z daleko idącą ostrożnością należy przyjąć, że Przemysł I był agresorem, tym bardziej, że w tym okresie Przemysł I był w sojuszu z Władysławem opolskimi i wyprawa Henryka III na Wielkopolskę spotkałaby się prawdopodobnie z najazdem Opolczyka na dzielnicę wrocławską. Miesiące zimowe udaremniły prowadzenie dalszych walk.
Tymczasowy rozejm pozwolił na zorganizowanie kolejnego spotkania książąt śląskich. Miejscem spotkania był Głogów do którego przybył Henryk III w obecności biskupa wrocławskiego Tomasza I. Prawdopodobnym celem spotkania ze względu na brak materiałów źródłowych, było uwolnienie kasztelana Mroczki. Niewykluczone, że Henryk III starał nakłonić się Konrada do pośredniczenia z księciem wielkopolskim w sprawie uwolnienia kasztelana. Ze względu na przyszłe zdarzenia działania podjęte przez Konrada, jeśli w ogóle były takowe, okazały się wielce nieskuteczne.
Z Rocznika kapituły poznańskiej wynika, że ze względu na nieuregulowanie przez Henryka III okupu za kasztelana ryczyńskiego z początkiem marca 1254 roku Przemysł I dokonał najazdu na ziemię Henryka Białego. Najazd dotarł aż w okolice Oleśnicy, przy tej okazji splądrowanej. Jednak prawdopodobne jest, że głównym powodem najazdu była demonstracja siły wobec chwiejnego sojusznika Przemysła I a nie względy finansowe.
W dniu 4 czerwca 1254 r. we Wrocławiu zorganizowane zostało kolejne spotkanie książąt śląskich, w którym udział wzięli obok gospodarza Henryka III, biskup wrocławski Tomasz I, Bolesław Rogatka i Konrad głogowski. Z dyplomu wydanego z okazji tego spotkania najważniejsza informacja dotyczy tego, że doszło do jego wystawienia w czasie wiecu, podczas którego debatowano o uwolnieniu kasztelana ryczyńskiego oraz wydano akty w sprawie budowy grodów. Widocznym zatem jest, że sprawa uwolnienia komesa Mroczki była kwestią, która musiała być pilnie rozwiązana. Akty dotyczące budowy grodów były podyktowane prawdopodobnie tym, że na wrocławskim dworze spodziewano się działań zbrojnych Przemysła I, do których doszło we wrześniu 1254 r..
W listopadzie 1254 r., znowu we Wrocławiu zorganizowane zostało kolejne spotkanie książąt śląskich, w którym udział wzięli obok gospodarza Henryka III, Bolesław Rogatka i Konrad głogowski. Ze względu na brak materiałów źródłowych, można przypuszczać, ze spotkanie dotyczyło zbliżającej się wizyty we Wrocławiu króla Czech Przemysła Ottokara II. Przy okazji krucjaty do Prus król miał przybyć na wrocławski dwór. Można przypuszczać, że Henryk II starał się nakłaniać braci do przyjęcia wspólnej postawy politycznej wobec Przemysła Otokara II.
Czeski król pod koniec 1254 r. przybył do Wrocławia, w którym spędził Boże Narodzenie. Wizyta Przemysła Ottokara II, chociaż żadnego oficjalnego przymierza nie zawarto, miała na celu, przede wszystkim, zjednoczenie książąt śląskich w sprawie budowania przez króla czeskiego na ziemiach polskich proczeskiego obozu. Należy zwrócić uwagę, że w bożonarodzeniowym spotkaniu wziął udział także margrabia brandenburski Otton. Można domniemywać, że obecność margrabiego była związana z systematycznymi próbami tworzenia przez Henryka III trwałych sojuszy antywielkopolskich. Wciągnięcie w konflikt śląsko-wielkopolski władcy Brandenburgii zmusiło księcia Przemysła I do rewizji dotychczasowej polityki. Od roku 1255 wielkopolski książę odstąpił od walki zbrojnej, którą przeniósł na grunt dyplomatyczny.

### Akcja dyplomatyczna przywrócenia śląskiego panowania na ziemiach południowej Wielkopolski
W 1256 r. we Wrocławiu odbył się zjazd, w którym brali udział Henryk III, Bolesław Rogatka, Konrad, księżna Anna oraz biskupi: wrocławski Tomasz i lubuski Wilhelm. Przypuszczalnie na tym spotkaniu, w powiązaniu ze Stolicą Apostolską podjęto się zorganizowania akcji dyplomatycznej, której zamiarem było przywrócenie śląskiego panowania na ziemiach południowej Wielkopolski. Książęta śląscy próbowali spożytkować autorytet Rzymu, by odzyskać swe dawne ziemie. Wystosowali do Rzymu suplikę, prawdopodobnie przy poparciu króla czeskiego Przemysła Ottokara II, o zatwierdzenie ugody granicznej z 1234 r., zawartej kiedyś przez ich dziada, Henryka Brodatego, z Władysławem Odonicem, zgodnie z którą południowa Wielkopolska, aż po rzekę Wartę miała na powrót stać się ich własnością. Jak wynika z bulli z 23 grudnia 1256r., składającymi skargę byli wszyscy książęta śląscy, z Bolesławem włącznie. Papież zdecydował o ponownym rozpatrzeniu ugody granicznej przez powołaną przez niego komisję, w skład której wchodzili biskup ołomuniecki Bruno i lubuski Wilhelm. Już 18 stycznia 1257 r. Aleksander IV wydał odpis z papieskich regestów bulli Grzegorza IX z 1235 r. Nowo wystawiona bulla miała tę samą moc prawną, jaką miał przepadły oryginał, gdyby się na nowo odnalazł, co było równoznaczne z przyznaniem praw do ziem południowej Wielkopolski synom Henryka Pobożnego. Utrzymuje się, że oprócz Bolesława Rogatki, ani jeden ze śląskich książąt nie podkreślał swych praw do Wielkopolski przy pomocy stosownej tytulatury. Dziwić może postawa Henryka III, ze względu na zakończenie sukcesem akcji dyplomatycznej w Stolicy Apostolskiej, która była jego zasługą, książę jednak nie używał w dyplomach podwójnej tytulatury.

## Spór zKościołem(1257–1261)
Jednakże ze względu na zaistniałą sytuację na Śląsku do żadnych działań zbrojnych w celu rewindykacji południowych obszarów Wielkopolski nie doszło. Stało się to za sprawą poczynań Bolesława, kiedy to 2 października 1256 r. książę porwał biskupa wrocławskiego Tomasza I, którego uwięził na Zamku Wleń a następnie osadził go w legnickim zamku. Czyn Bolesława Rogatki natrafił na natychmiastowe działanie zwierzchnika polskiego Kościoła, arcybiskupa Pełki, który przypuszczalnie w październiku 1256 r., obłożył legnickiego księcia ekskomuniką. Biskup wrocławski Tomasz I 8 kwietnia 1257, odzyskał wolność. Oswobodzenie wrocławskiego biskupa nie czyniło końca konfliktu i nie stanowiło o zdjęciu z księcia ciążących na nim kar kościelnych. Przez arcybiskupa gnieźnieńskiego została ogłoszona krucjata przeciwko Bolesławowi. Henryk Biały jak i Konrad, ze względu na zaistniałe okoliczności przejęli sprawy we własne ręce i odebrali organizatorom krucjaty pretekstu do jej przeprowadzenia, gdyż zgodnie z przekazem Rocznik kapituły poznańskiej, Konrada prawdopodobnie za zgodą Henryka III porwał Bolesława Rogatkę i wraz z nim zbiegł do Głogowa, następnie przetransportował go do więzienia we wrocławskim zamku. Jednakże Konrad jak i Henryk Biały nie podjęli wystarczających posunięć w stosunku do Bolesława, by zmusić na nim ustępstwa wobec kościoła. Prawdę mówiąc sam Bolesław Rogatka starał się obarczyć swoich braci częścią odpowiedzialności za uwięzienie biskupa. W historiografii rozgorzała dyskusja na temat prawdziwego uczestnictwa młodszych braci w działaniach Bolesława Rogatki. Prawdopodobnie racja jest po stronie tych, którzy oczyszczają z podejrzeń Konrada i Henryka. Wydaje się bowiem mało możliwym, aby w czasie dążeń jakie śląscy książęta podjęli w Rzymie w celu uzyskania poświadczenia praw do południowej części Wielkopolski, wystąpili z otwartym konfliktem z Kościołem. Nadto zarazem kościelne kary, jak i ogłoszenie krucjaty obciążały nie wszystkich śląskich książąt, ale konkretnie księcia legnickiego, co można mniemać o wykluczeniu z kręgu podejrzanych Henryka III i Konrada. Bolesław Rogatka został uwolniony w lutym 1258 r. W drodze kompromisu uzyskanego przez franciszkanów Bolesław złożył 2 grudnia 1258 r. w klasztorze franciszkanów w Złotoryi przysięgę, w której zobowiązywał się do odbycia pokuty, polegającej na przejściu ze Złotoryi do Wrocławia w odpowiednim stroju i boso oraz zadośćuczynieniu Kościołowi za wyrządzone szkody. Innym czynnikiem, które pchnęły Bolesława Rogatkę do współdziałania z Kościołem, było zagrożenie najazdem tatarskim. Przypuszczalnie, między innymi, właśnie dlatego Henryk Biały udał się na spotkanie z Przemysłem Ottokarem II. Spotkanie odbyło się 5 stycznia 1259 w Brnie, gdzie przypuszczalnie Henryk starał się uzyskać pomoc czeską przeciw najazdowi tatarskiemu. Z przekazów źródłowych wiemy, że Bolesław Rogatka nie wypełnił zapisów przysięgi złożonej w Złotoryi, dlatego nie zażegnano konfliktu. W zaistniałej sytuacji jedyną efektywną metodą na rozładowanie konfliktu było osobiste zaangażowanie się Henryka Białego. Jednakże sam Henryk najpierw musiał zadośćuczynić wrocławskiemu Kościołowi za szkody jakie mu sam uczynił podczas pobierania dziesięciny od biskupa Tomaszem I podczas jego niewoli w Legnicy. Z 3 czerwca 1259 r. pochodzi pierwszy dokument świadczący o początku naprawiania przez Henryka szkód wyrządzonych Kościołowi. Podjęte działania doprowadziły do bezpośrednich rokowań z biskupem Tomaszem I, które odbyły się 8 marca 1260 r. na zamku biskupim w Nysie. Henryk w imieniu Bolesława Rogatki wydał dokument, w którym zaświadczył biskupowi Tomaszowi I wypłatę 2000 grzywien srebra. Jednocześnie zobowiązał się do zwrotu dochodów niesłusznie pobranych, kosztem organów kościelnych, wolność od służby i świadczeń oraz jurysdykcję duchowną. Jedyną drogą do wycofania skargi złożonej na Bolesława Rogatkę w Rzymie było wydanie odpowiednich przywilejów na rzecz Stolicy Apostolskiej. 5 maja 1260 roku, na rzecz kapituły, Henryk Biały, wydał zezwolenie na okres 10 lat na pobieranie cła z przewożonego przez Wrocław drewna oraz wypłacenia kapitule określonej kwoty pieniędzy. Starania podejmowane przez Henryka Białego w celu pojednania Bolesława Rogatki z biskupem Tomaszem I nie były altruistyczne. Przypuszczalnie w zamian za zaangażowanie wrocławskiego księcia w zakończenie konfliktu, Bolesław musiał wynagrodzić Henryka ustępstwami terytorialnymi. Z dokumentów wynika, że takie zmiany terytorialne, bez przeprowadzonych działań zbrojnych, miały miejsce. Na zmianie terytorialnej najbardziej skorzystał Henryk III, który do swej domeny włączył spory obszar. Usiłowania czynione przez Henryka Białego, w celu unieważnienia ciążących na Bolesławie Rogatce kar kościelnych, zakończone zostały pełnym sukcesem. Dnia 13 października 1261 r. papież Urban IV wystawił akt, w którym rozkazał usunięcie ciążącej na Bolesławie Rogatce klątwy. Oficjalnie zniesienie kar nastąpiło 20 grudnia 1261 r. Także Henryk Biały złożył obietnicę Kościołowi oraz tego samego dnia we wrocławskim klasztorze na Piasku znowu zobowiązał się do uregulowania z biskupem Tomaszem I w okresie 4 lat zadośćuczynienia w wysokości 2000 grzywien srebra oraz o przyobiecał wypłacić 211 grzywien srebra i 1 grzywnę złota. Po złożeniu przez Henryka i Bolesława satysfakcjonujących Kościół przyrzeczeń, delegaci papiescy we wrocławskim klasztorze na Piasku unieważnili rzuconą na Bolesława Rogatkę klątwę.

## Śląskw proczeskim obozie (1261–1266)
24 czerwca 1260 r. w północnej Austrii król czeski Przemysł Ottokar II zarządził spotkanie swoich sojuszników. Na wezwanie czeskiego monarchy w umówionym miejscu przybyli Otton margrabia brandenburski, książę karyncki Ulryk, jego brat arcybiskup Filip, a z książąt śląskich Henryk wrocławski i Władysław opolski. Sprawą dyskusyjną pozostaje uczestnictwo w wyprawie pozostałych książąt śląskich, Konrada głogowskiego i Bolesława legnickiego. Po wygranej bitwie pod Kressenbrunn w negocjacjach pokojowych z Węgrami nie brali udziału Henryk Biały i Władysław, którzy po bitwie niezwłocznie powrócili na Śląsk. 22 lipca 1260 w Głogowie, doszło do istotnego zjazdu, w którym brali udział wszyscy synowie Henryka Pobożnego, ich matka księżna Anna oraz biskup Tomasz I. Nieznana jest przyczyna spotkania. Domyślamy się, że mogło chodzić o pozyskanie zbrojnej pomocy Konrada i Bolesława Rogatki, dla Przemysła Ottokara II. Inną przyczyną spotkania mogło być przeciwdziałanie zagrożeniu mongolskiemu. W listopadzie 1259 r. Mongołowie wraz z posiłkami ruskimi i jaćwieskimi najechali Małopolskę i pustoszyli ją, aż do wiosny roku przyszłego. Możliwe więc jest, że podczas zjazdu w Głogowie doszło do rozmów dotyczących zaangażowania się książąt śląskich w organizację przy pomocy Stolicy Apostolskiej budowę bloku militarno-politycznego skierowanego przeciw Mongołom.
Z początkiem czerwca 1262 r. w pobliżu Dankowa odbył się zjazd z udziałem Bolesława Wstydliwego i Bolesława Pobożnego z przedstawicielami obozu proczeskiego Henrykiem wrocławskim i Władysławem opolskim. Nie przyniósł on jednak żadnej ze stron spodziewanych efektów, gdyż do pełnej zgody negocjacje między książętami definitywnie nie doprowadziły.
Przemysł Otokar II ciągle zabiegał o zacieśnianie więzi łączących synów Henryka Pobożnego z praskim dworem. Dlatego też chyba właśnie on stał za związkami małżeńskimi, jakie w pierwszej połowie 1266 r. zawarto w śląskich rodzinach książęcych. W tym okresie datuje się małżeństwo owdowiałego w początku lat sześćdziesiątych XIII w. Henryka III z Heleną, córką księcia saskiego Albrechta I. W tym samym roku przypuszczalnie na przełomie kwietnia i maja doszło również do zrękowin córki Henryka Białego Jadwigi z Henrykiem, synem landgrafa Turyngii Albrechta Wyrodnego.

## Ostatni rok panowania (1266)
W roku 1266 pokój panujący pomiędzy Henrykiem wrocławski a Bolesławem Rogatką został niespodziewanie naruszony. Nie można wskazać żadnej istotnej przyczyny sporu. Mimo przypuszczalnej współpracy w tym okresie biskupa Tomasza I z księciem legnickim Bolesławem Rogatką uznać należy, że podejmowane przez nich zmagania nie wyrządziły większej krzywdy Henrykowi III. Z przekazów Kroniki polsko – śląskiej wynika, że Henryk III zanim został otruty przez nieokreślonych imiennie rycerzy, przymuszony był do wydzielenia bratu Władysławowi samodzielnej dzielnicy. Istnieją problemy dotyczące właściwego określenia daty buntu, który definiuje się na jesień 1266 r.. Na podstawie samodzielnie wystawionego dyplomu przez Władysława wydzielenie odrębnej dzielnicy nastąpiło między 25 sierpnia a 16 września 1266 roku. Dlatego też sądzono, że bunt rycerstwa miał miejsce około połowy 1266 r. Natomiast istnieje zgoda co do jego przyczyn. Przyjmuje się, że bunt rycerstwa był protestem wobec prowadzonej przez Henryka III egzekucji utraconych za sprawą jego poprzedników dóbr książęcych. Bunt rycerstwa, choć ostatecznie rozwiązany, był zapewne impulsem dla Henryka Białego do poszukiwania zabezpieczenia interesu własnej rodziny. Henryk Biały powierzył swego syna Władysławowi na przesłance ustalonej pomiędzy braćmi w roku 1248 niedzielnej wspólnoty. Znajdujący się na łożu śmierci książę zabezpieczyła dziedzictwo dla małoletniego Henryka Prawego nie tylko z bratem Władysławem, ale również z Przemysłem Ottokarem II. Książę Henryk wrocławski oddał w opiekę czeskiemu królowi syna wraz z przypadającą mu dzielnicą.

## Sprawa otrucia Henryka III

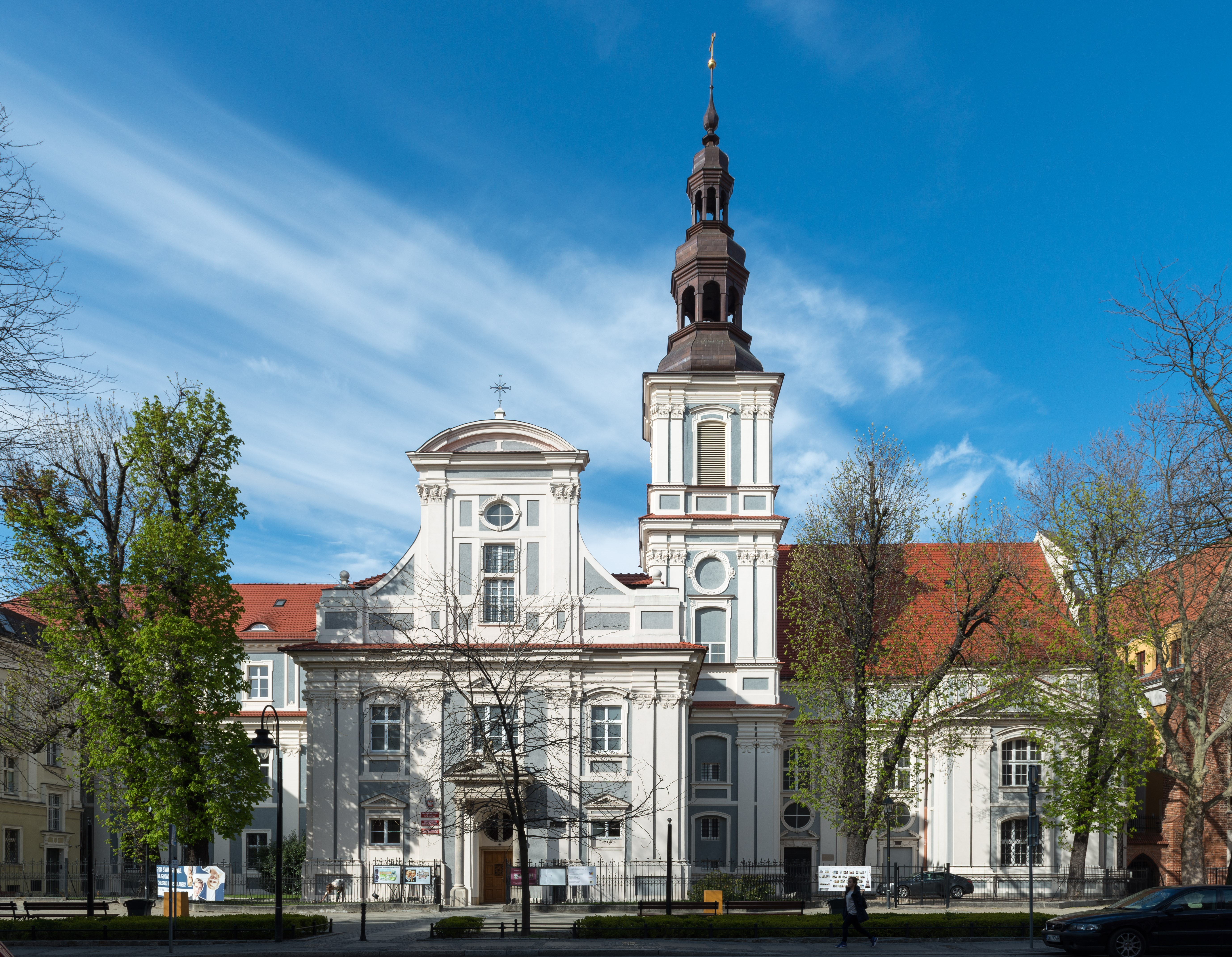
Klasztor i liceum urszulanek Unii Rzymskiej we Wrocławiu na pl. bpa Nankiera 16 (dawny klasztor klarysek)

Otrucie Henryka III Białego jest w literaturze często kwestionowane. Podobny los miał spotkać jego braci, najpierw Władysława a później Konrada. Śmierci Henryka IV Prawego również towarzyszyły podejrzenia o otrucie. Wszystkie te informacje nie są obecnie możliwe do zweryfikowania. Dlatego też, ze względu na liczbę jakoby otrutych książąt śląskich, przyczynę śmierci Henryka Białego należy traktować z dużą dawką ostrożności.

## Gospodarcza działalność Henryka III
Henryk III uzyskał większe uznanie na polu gospodarczym niż na arenie politycznej. Uwypuklane są zasługi księcia nie tyle za dzieło odbudowy dzielnicy zniszczonej przez najazd Tatarów, co za przeprowadzenie akcji rewindykacyjnej dóbr bezpodstawnie zawładniętych w okresie rządów Bolesława Rogatki. Ponieważ podjęta przez Henryka III systematyczna akcja rewizji tytułów własności dotyczyła również dóbr utraconych przez władców śląskich przed rokiem 1241 działanie to przybrało znacznie większy zasięg i było pierwszą na taką skalę próbą materialnej odbudowy własności książęcej.
Jednak, ze względu na duże trudności spowodowane szczupłością i ograniczonym zasięgiem materiału źródłowego, trudno jest określić rozpiętość i obszar rewindykacji dóbr. Z Księgi Henrykowskiej wiemy tylko, o unieważnieniu nadań Bolesława, oraz o sformułowanym programie rządów Henryka III, który pragnął odzyskać posiadłości swoich przodków. Te odnoszące się do stosunków wewnętrznych słowa Henryka „volo patrum meorum hereditates rehabere"(chcę wrócić do spadków moich ojców) dotyczyły także ziem poza śląskich, a w szczególności Wielkopolski. Bieżące uwarunkowania zmusiły jednakże księcia Henryka do ograniczenia działań do terenu księstwa wrocławskiego, jednak i tutaj napotkał przeszkody i opór społeczeństwa.
Wspomniany w Księdze Henrykowskiej klasztor w Henrykowie, w wyniku nadania Bolesława z 12 marca 1245 r. otrzymał Jaworowice. To niefrasobliwe działanie nie zyskało aprobaty Henryka III, który odebrał klasztorowi wieś. Dopiero po opłaceniu 80 grzywien srebra opat henrykowski Bodo uzyskał od księcia Henryka zatwierdzenie Jaworowic dla klasztoru. Ewidentnych przykrości doświadczyli również cystersi z Henrykowa ze strony Henryka Białego, kiedy kazano wieśniakom trzebić przesiekę. Dlatego klasztor henrykowski spotkała bliżej niewiadoma represja ze strony księcia za nieuprawnione zawładnięcie ziem na tym terenie.
Egzekucje Henryka III odnosiły się nie tylko do dóbr przejętych przez instytucje kościelne. W dokumencie z 16 grudnia 1261 r. dotyczącym zmian prawa magdeburskiego nadanego wcześniej Wrocławiowi, zostały odwołane wszystkie uprzednio uzyskane przez miasto przywileje. Ruch rewindykacyjny Henryka III musiał głównie dotyczyć bezprawnie zagarniętych dóbr rycerskich. Na to jednak nie posiadamy żadnego dowodu, co spowodowane jest zbyt skromną i jednostronną bazą źródłową. Należy powątpiewać, czy książę wydawał akta rewindykacyjne, gdyż odbieranie dóbr obejmowało nielegalnego ich zajęcia. Poprzez fizyczne odebranie ich, wracano do poprzedniego stanu faktycznego. Ze względu na samowolę zawłaszczenia przez rycerstwo książęcych dóbr nie szło na ogół za tym prawne usankcjonowanie tego stanu, nie trzeba było również wykazywać ich dokumentowego odwoływania.
Raptowne kurczenie się własności książęcej było przyczyną rewindykacyjnej polityki Henryka Białego. Częste spięcia i zajścia Henryka III z braćmi i książętami Wielkopolski, wynagradzanie służących księciu rycerzy, ciągłe wojny i aktywna dyplomacja powodowały przymus zasilania skarbu książęcego drogą nadań i rozprzedawania dóbr panującego. Nadania dóbr ziemskich przez Henryka Białego objęły ogółem ponad 39 wsi, z trudnym do oszacowania areałem. W przypadku bezpośredniej sprzedaży utracił Henryk Biały ponad 14 wsi. Łącznie daje nam to 53 osady wiejskie, o którą to liczbę zmniejszyła się własność książęca za panowania Henryka III. Powierzchnia ziemi utraconej przez Henryka III przez sprzedaż, z grubsza da się obliczyć na ponad 90 łanów. Częste finansowe kłopoty Henryka HI sprawiły, że pokaźna część dóbr, sprzedanych przez księcia, była w sposób naturalny oddana za długi. Otrzymane środki pieniężne ze sprzedaży posiadłości często szły na uposażenie książęcych urzędników lub na spłacenie długów. W prywatne ręce osób świeckich i duchownych dostało się w całości lub w części 11 miejscowości.
Przedstawione wartości liczbowe stwarzają wrażenie, że sąd o gospodarności Henryka III jest nieusprawiedliwiony. Odczucie to może się jeszcze wzmóc w zestawieniu strat, jakie doznała własność książęca w dzielnicy Konrada (ponad 6 wsi) i Bolesława Rogatki (ponad 12), uchodzącego przecież za niebywale rozrzutnego. Jednak przedstawione zestawienia liczbowe nie oddają meritum sprawy. Dzielnica wrocławska była większa, gęściej zaludniona i przebiegały w niej silniejsze procesy kolonizacyjne niż w innych częściach Śląska. Było tutaj najwięcej klasztorów, które musiały być uposażane i wywierały nacisk na władcę w kierunku zwiększania swoich przychodów. Niełatwo byłoby także dostrzec w szafowaniu ziemią Henryka III na rzecz osób świeckich czy duchownych. Są to najczęściej sprzedaże lub darowizny części wsi, nadane przypuszczalnie za wierną służbę. Nie dostrzegamy o nadaniach Henryka III na rzecz największej własności feudalnej na Śląsku, jaką było biskupstwo wrocławskie.
Proces kolonizacyjny, prowadzony przez księcia Wrocławia, spowodował istotne uszczuplenie domeny książęcej. Z synów Henryka II, palma pierwszeństwa w tej dziedzinie należy się niewątpliwie do Henryka III. Łącznie z okresu panowania Henryka III we Wrocławiu istnieje 21 dokumentów poświadczającymi nadanie prawa niemieckiego wsiom w dobrach kościelnych i świeckich oraz 5 dotyczącymi włości książęcych. Akcja lokacji rozpoczęła się po roku 1250. Głównym obszarem lokacji był obszar północnej części księstwa. Tutaj lokowano Żmigród, Oleśnicę, Wołczyn, Bierutów, do których należy dodać cysterską Trzebnicę i Zawonię oraz biskupią Cerekwicę. Lokowane w północnej części dzielnicy wrocławskiej miasta były ważnymi ośrodkami w systemie obronności pogranicza śląsko-wielkopolskiego. Stąd często wynikały zobowiązania Henryka III do zbudowania murów czy też palisad wokół miast. „Takie przyrzeczenie co do otoczenia miasta murami otrzymał Brzeg, Żmigród, a w Oleśnicy obwarowania miały powstać staraniem samych mieszkańców. Wrocław po nowej lokacji w 1242 r.. otoczono podwójną fosą oraz wałami z palisadą, zastąpionymi później murami". Nowe lokacje dokonane przez Henryka III były związane z osadami o charakterze miejskim, z istnieniem znaczniejszego rzemiosła i form zorganizowanego zbytu jego wytworów, czyli targu. Niemalże wszystkie lokowane miasta, z wyjątkiem Żmigrodu i Połczyna, wykazują związek z funkcjonującym tam wcześniej targiem. „Podstawą lokacji tych miast było prawo magdeburskie, jakim posługiwały się z modyfikacjami Wrocław i Nowe Miasto Wrocław. Na prawie średzkim lokowano Zawonię, Trzebnicę, Oleśnicę, Wołczyn. Prawo flamandzkie, przyjęte przez należącą do biskupa Nysę, w tej odmianie obowiązywało przy lokacji Wiązowa, który z kolei na równi ze Środą stał się wzorem dla Cerekwicy. Na prawie frankońskim lokowano Kluczbork i Bierutów, a Żmigród miał zaczerpnąć lokacyjny model ze Złotoryi i Lwówka”.
Do rozwoju miast niezbędnym było jego uposażenie oraz eliminacja konkurencji produkcyjnej i handlowej. Do tego celu służyło prawo mili, zgodnie z którym w jej obrębie nie można było nikomu zakładać warsztatów rzemieślniczych lub karczm. Brzeg posiadał prawo odnoszące się do karczm, natomiast Żmigród oraz Bierutów prawo odnoszące się oprócz karczm także do warsztatów rzemieślniczych.

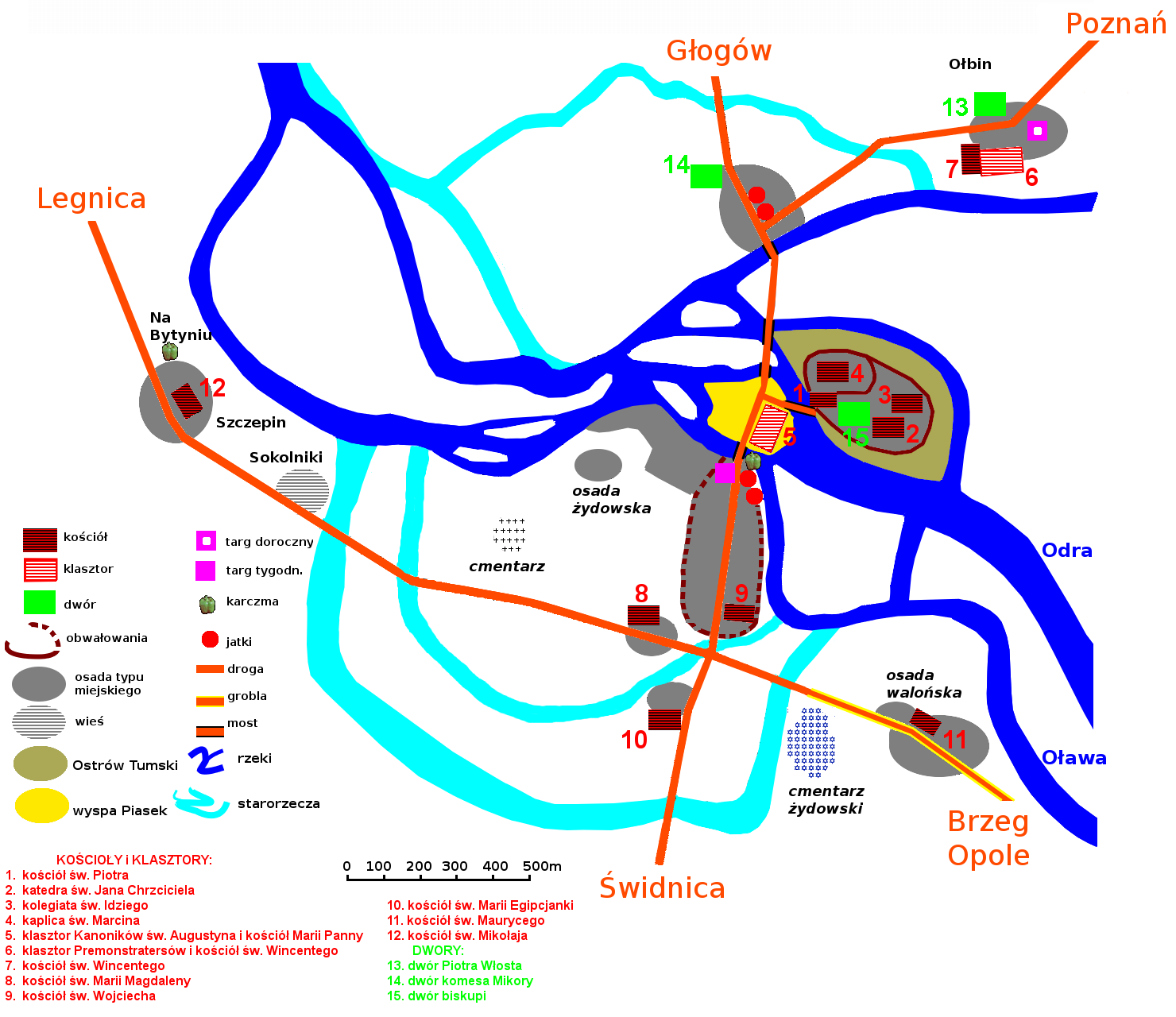
Wrocław w XII-XIII wieku

Dość osobliwy był stosunek Henryk III do Wrocławia. W 1261 Henryk Biały i Władysław przyznali w drodze łaski mieszczanom zawładnięte przez nich tereny w obrębie wałów i wyspy Piaskowej. W tym samym czasie Wrocław uzyskał jurysdykcję nad przedmieściami św. Maurycego i pastwiskami po obu stronach Odry. Henryk III występował jako protektor miasta ale akcentował jednak wobec mieszczan swe zwierzchnie prawa władcy. I tak nadzór nad rzemiosłem i handlem o charakterze spożywczym we Wrocławiu przez prawie cały okres rządów Henryka III pozostawał w rękach księcia. Do roku 1266 Wrocław nie uzyskał żadnych koncesji w sprawie handlu mięsem, dopiero pod koniec panowania, książę uczynił takie ustępstwa, co należy łączyć z sytuacją polityczną w dzielnicy wrocławskiej. Prawdopodobnie chodziło o zyskanie przez Henryka III poparcia Wrocławia wobec buntu rycerstwa. Wrocław był starym ośrodkiem tkackim. Mimo to handel nie został zawłaszczony przez mieszczan, ponieważ w jednym z dokumentów przypuszczalnie z 1266 r. jest mowa o sprzedaży przez księcia importowanych sukien. W tym samym roku za 200 grzywien zostały sprzedane Wrocławiowi cła targowe z przywożonego na wozach drewna, płótna na straganach i innych produktów, z których była dotychczas pobierana opłata. Dodatkowo zostały przyznane Wrocławiowi cła w obrębie 2 mil od miasta w miejscowościach Świniary, Pracze, Psie Pole, Leśnica, Galowice i Muchobor. Do okresu panowania Henryka III i jego barta Władysława we Wrocławiu należy odnieść pojawienie się rady miejskiej. Pierwsi rajcowie wrocławscy znani są z 1266 r.. W 1263 r. miasto dostało prawo sądownictwa nad wszystkimi przebywającymi na terenie miasta, także i rycerzami, zarówno w sprawach cywilnych i kryminalnych. Całkowicie brakuje w majątku książęcym gospodarki folwarcznej, w tym hodowli koni, które książę nabywał z własności kościelnych poprzez zakup. Natomiast w dobrach książęcych występowała uprawa chmielu.
Immunitet ekonomiczny stosowany przez Henryka III występował w dzielnicy wrocławskiej bardzo rzadko. Taki immunitet został zastosowany w przypadku sprzedaży podwrocławskich Szczytnik mincerzowi Henryka ze Słupa. Zwolnienie od powinności prawa książęcego zostało zastosowane ze względu na szkody wyrządzone przez powodzie. Tak samo immunitet ekonomiczny był rzadko stosowany wobec dóbr biskupstwa wrocławskiego, pełny immunitet sądowy wobec tych dóbr był zjawiskiem wyjątkowym. Wobec dóbr klasztornych książę stosował podobną konserwatywną politykę. Wyjątek uzyskał klasztor klarysek wrocławskich, który otrzymał pełny immunitet ekonomiczny i sądowniczy w zakresie sądownictwa niższego dla swych dóbr. Udzielanie immunitetu innym zakonom, posiadało charakter ograniczony terytorialnie i rzeczowo. Były również klasztory pozostające w pełni poza obrębem nadań immunitetowych – Kamieniec i Henryków.

## Następstwo po Henryku III

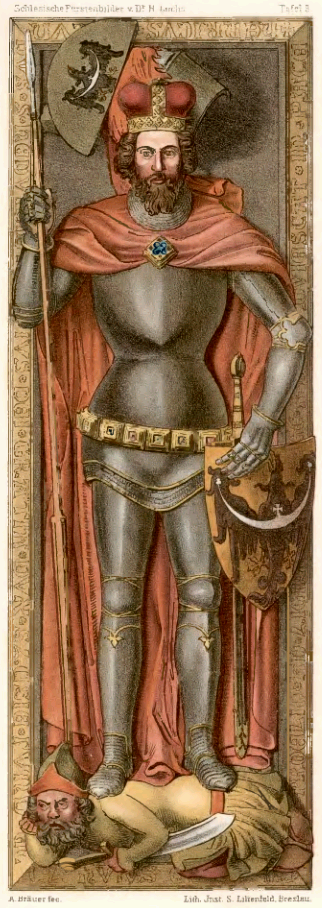
Herb na nagrobku księcia Henryka Pobożnego
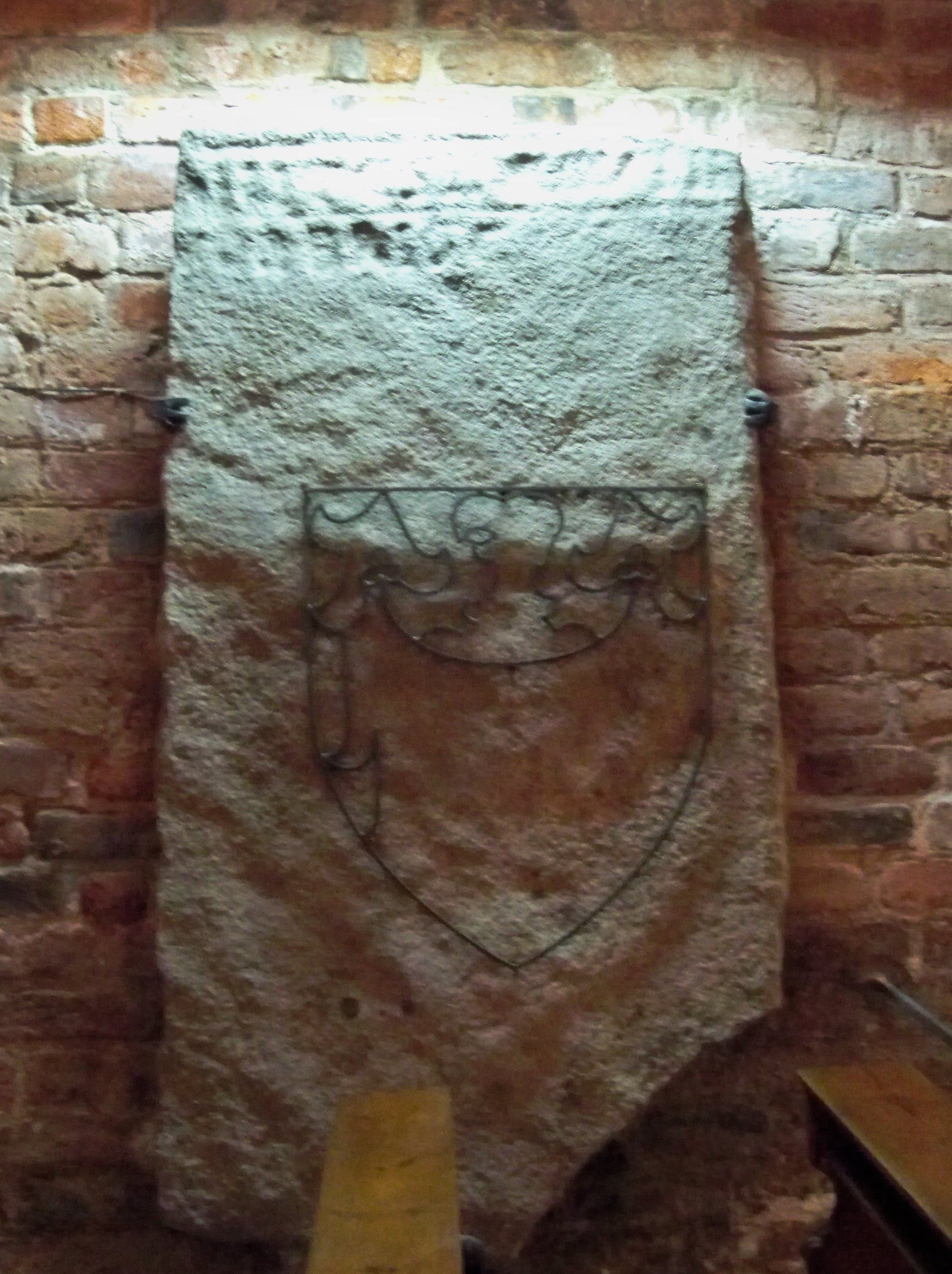
Tablica nagrobna księcia Henryka III Białego.
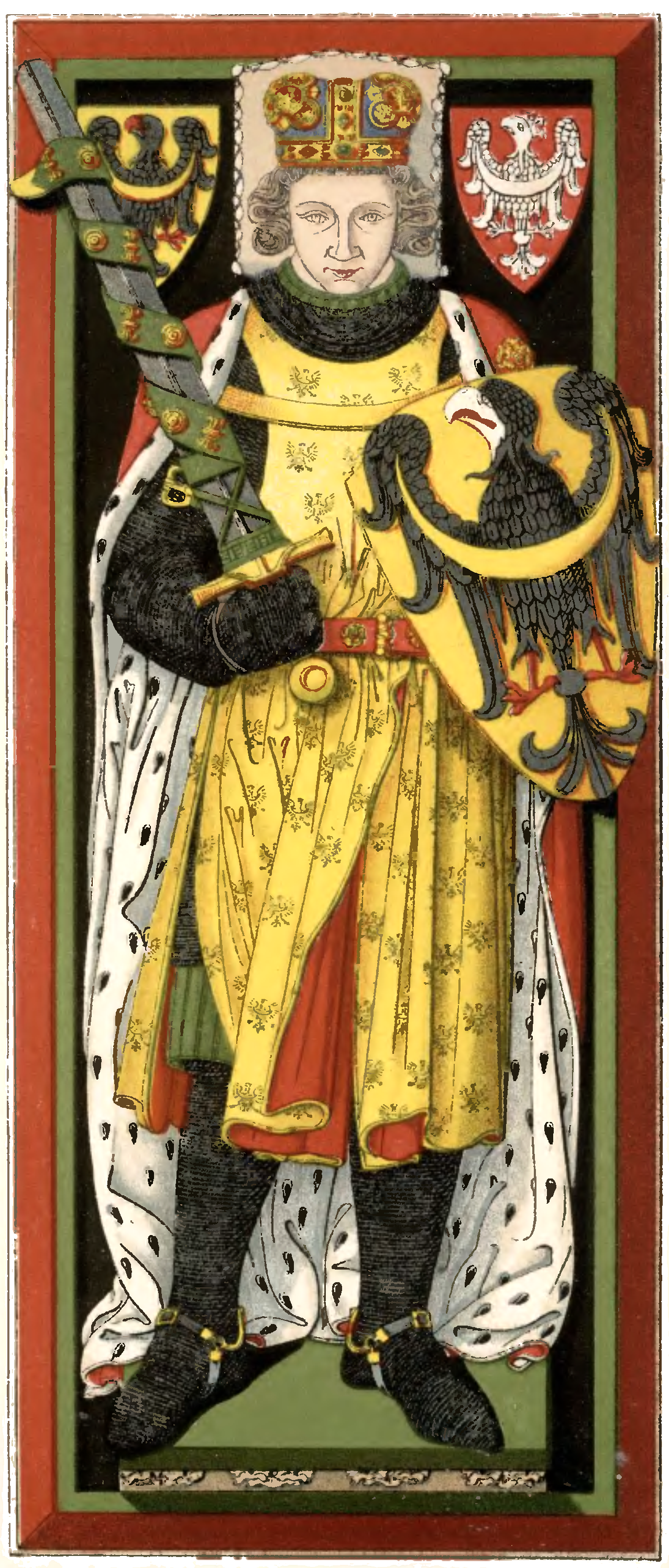
Herb Śląska na nagrobku księcia Henryka Prawego z XIII w.

Henryk III Biały był dwukrotnie żonaty. Jego pierwszą małżonką była Judyta, córka księcia mazowieckiego Konrada I, wdowa po Mieszku II Otyłym, z którą miał co najmniej czworo dzieci: następcę, Henryka oraz córkę Jadwigę (późniejszą żonę kolejno: Henryka Wettina, syna landgrafa Turyngii Albrechta Wyrodnego i hrabiego Anhaltu Ottona Tłustego), kilkoro dzieci zmarło w młodym wieku. Drugą żoną była zaś Helena, córka Albrechta I, księcia saskiego. To małżeństwo pozostało bezdzietne. Opiekę nad małoletnim synem przejął najmłodszy brat Henryka, Władysław. Henryk III zmarł 3 grudnia 1266 r. Data roczna jest całkowicie bezdyskusyjna poświadczona przez różne dokumenty, rozbieżności występują jeśli chodzi o datę dzienną śmierci księcia. Henryk został pochowany w kaplicy św. Jadwigi w klasztorze klarysek wrocławskich.